# 대한민국 제20대 대통령 선거 기본소득당 후보 선출
기본소득당 제20대 대통령 후보 선출은 대한민국 제20대 대통령 선거에 입후보할 기본소득당 후보자 선출을 위해 실시된 경선이다.

## 결과
오준호 전 성공회대학교 외래교수가 단독 출마했으며 찬반 투표 결과 당선됐다.
| 찬반 | 득표수 |
| ---- | ------ |
| 찬성 | 543    |
| 찬성 | 72.21% |
| 반대 | 209    |
| 반대 | 27.79% |
| 계   | 752    |

총 유권자 19,503명 중 752명이 투표해 투표율은 3.86%를 기록했다.

## 같이 보기
- 대한민국 제20대 대통령 선거